# اصلاحیه بیست و نهم قانون اساسی ایرلند
اصلاحیه بیست و نهم قانون اساسی ۲۰۱۱ (لایحه قبلی شماره ۴۴ سال ۲۰۱۱) اصلاحیه قانون اساسی ایرلند است که ممنوعیت کاهش حقوق قضات ایرلند را کم می‌کند. این موضوع در همه‌پرسی روز ۲۷ اکتبر ۲۰۱۱ تصویب شد و در تاریخ ۱۷ نوامبر ۲۰۱۱ به قانون تبدیل شد. این در همان روزی برگزار شد که همه‌پرسی در مورد تحقیقات پارلمان ایرلند رد شد و انتخابات ریاست جمهوری که در آن مایکل دی. هیگینز انتخاب شد.